# Mark Olson
Mark Olson (Minneapolis, 18 settembre 1961) è un musicista e cantautore statunitense noto per aver fondato i Jayhawks e per la successiva carriera solista e con il gruppo The Original Harmony Ridge Creekdippers.

## Biografia

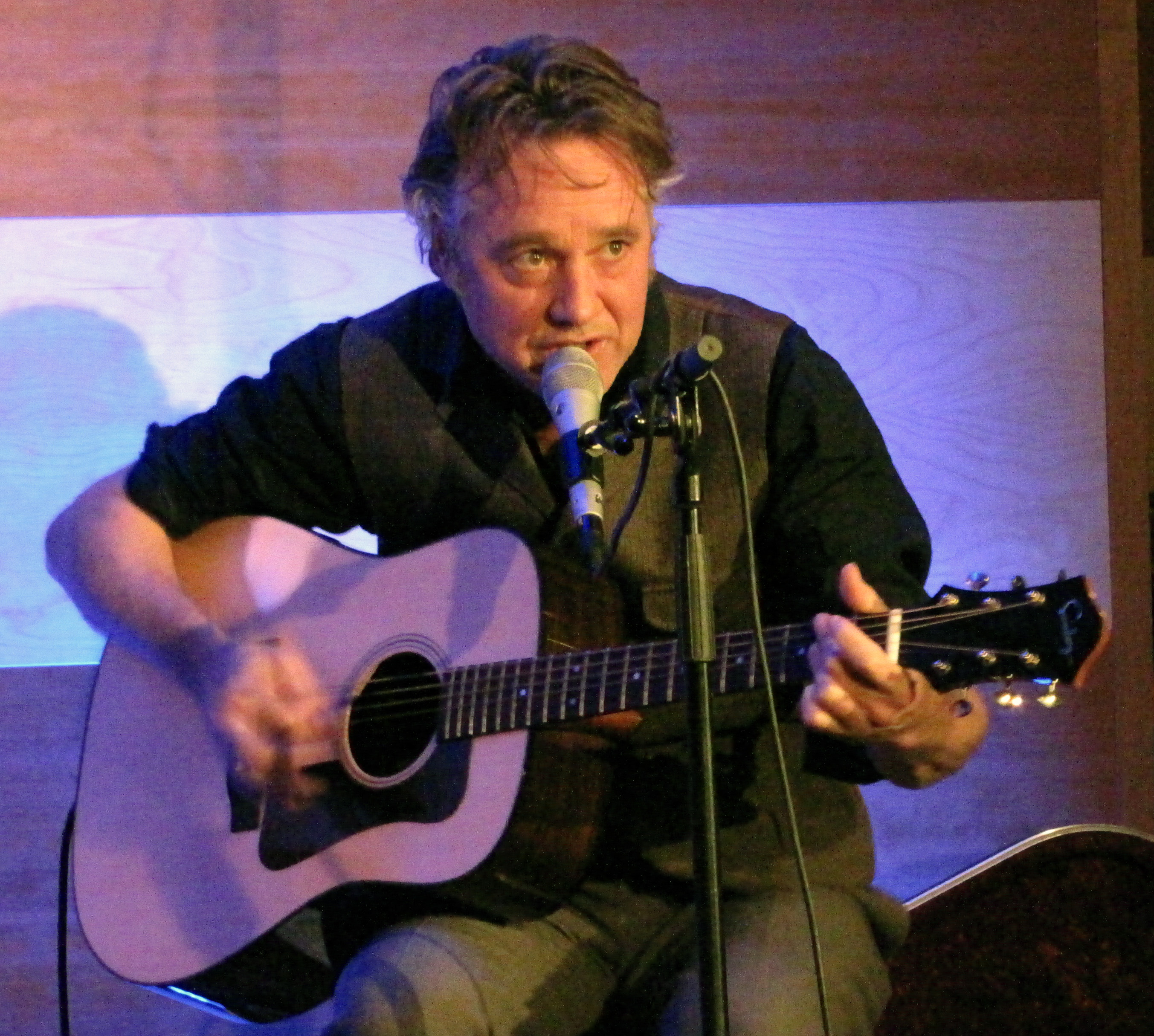
Marl Olson in concerto ad Örebro nel 2010

Nel 1985 assieme a Gary Louris fondò il gruppo alternative country The Jayhawks dove fu il principale cantante e compositore. Dopo il successo raggiunto con il gruppo decise nel 1995 di uscirne per seguire più da vicino la moglie Victoria Williams malata di sclerosi multipla. Con lei e Mike "Razz" Russell fondarono nel 1997 The Original Harmony Ridge Creekdippers autori dell'eponimo album nello stesso anno.
Il solidazio durò fino al 2005 fino quando si separò dalla moglie. Nel autunno inverno 2005/2006 fece un paio di tour con Louris.
La sua prima pubblicazione da solista avvenne del 2007. Il lavoro,  The Salvation Blues, ispirato dal suo divorzio fu composto durante il suo soggiorno a Cardiff presso un amico.
Nel tour successivo fu accompagnato dal violinista italiano Michele Gazich e dalla multistrumentista norvegese Ingunn Ringvold in arte Sailorine.
Ne 2008 pubblicò con Gary Louris l'album Ready for the Flood e fu prodotto da Chris Robinson dei Black Crowes. Nel 2010 uscì il suo secondo lavoro da solista Many Colored Kite.
L'anno seguente partecipò alla reunion dei Jayhawks che portò alla pubblicazione dell'album Mockingbird Time. Nel 2012 ritornò alla carriera solista affiancato da Ingunn Ringvold con cui pubblicò tre album.

## Discografia
con The Jayhawks 
- The Jayhawks  (1986)
- Blue Earth  (1989)
- Hollywood Town Hall (1992)
- Tomorrow the Green Grass (1995)
- Mockingbird Time (2011)

 con The Original Harmony Ridge Creekdippers 
- The Original Harmony Ridge Creek Dippers (1997)
- Pacific Coast Rambler (1998)
- Zola and the Tulip Tree (1999)
- My Own Jo Ellen (2000)
- December's Child (2002)
- Mystic Theatre (2004)
- Political Manifest (2004)

 Solista 
- The Salvation Blues (2007)
- Many Colored Kite (2010)

 con Gary Louris 
- Ready for the Flood (2008)

 con Ingunn Ringvold 
- Good-bye Lizelle (2014)
- Spokeswoman of the Bright Sun (2017)
- Magdalen Accepts the Invitation (2020)